# ورا بوگدانووسکیا
ورا بوگدانووسکیا (انگلیسی: Vera Bogdanovskaya؛ ۱۷ سپتامبر ۱۸۶۷ – ۸ مهٔ ۱۸۹۶(gregorian calendar); 26 april (julian calendar).) یک شیمی‌دان بود.